# Хэллидэй, Тони
Антуанетта «Тони» Хэллидэй (англ. Antoinette Halliday, 5 июля 1964) — британская певица, наиболее известная как вокалистка, автор песен и гитарист рок-группы Curve.

## Биография

### Ранние годы и начало карьеры
Тони Хэллидэй родилась 5 июля 1964 года в районе Парсонс Грин, Лондон. Когда Тони Хэллидэй было восемь лет, её отец оставил семью, после чего семейство Хэллидэй было вынуждено часто менять место жительства по всей Европе, пока не остановилось в городе Вашингтон, графства Тайн-энд-Уир, Англия.
Хэллидэй начала интересоваться музыкой и в возрасте всего двенадцати лет в качестве вокалистки присоединилась к местной панк-группе Photofitz (имевшую первоначальное название The Incest). Через некоторое время Тони начала работать бэк-вокалисткой. Первым коммерческим релизом стал вышедший в 1983 году сингл «The Smile and the Kiss» группы Bonk. В 1984 Тони присоединилась к группе The Uncles, выпустившей при участии Хэллидэй сингл «What’s the Use of Pretending». В следующем году певица познакомилась с гитаристом Eurythmics Дэвидом Стюартом. Он предложил прослушивание Хэллидэй в его студии Anxious Records. Вскоре Тони знакомится с сотрудничавшим в то время с Eurythmics музыкантом-мультиинструменалистом Дином Гарсия. Впечатлённый имиджем и вокалом Хэллидэй, Гарсия убеждает её присоединится к его музыкальному проекту State Of Play. В 1986 на Virgin Records группа выпускает полноформатный альбом Balancing the Scales и синглы «Natural Colour» и «Rock-a-bye Baby», не получивших особую популярность. Параллельно с работой в State Of Play Тони Хэллидэй участвовала в записях различных исполнителей в качестве бэк-вокалистки, в том числе и в альбомах Роберта Планта Shaken 'n' Stirred (1985) и Now and Zen (1988). В 1989 году группа State Of Play распадается, Дин Гарсия уезжает в Испанию, и Хэллидэй решает заняться сольной карьерой. На Anxious Records певица выпускает альбом «Hearts And Handshakes», также не имевший успеха.

### Curve
В 1990 году Тони Хэллидэй и Дин Гарсия возобновили сотрудничество и объединились в группу Curve. В 1992 состоялся выход дебютного студийного альбома Doppelgänger, который попал в двадцатку лучших альбомов британского чарта. В следующем 1993 году Curve выпускают альбом Cuckoo, который, однако, не смог повторить успех дебютника. С 1994 по 1996 год группа не активна, но в 1998 выходит третий студийный альбом Come Clean, имевший большой коммерческий успех и вернувший популярность группе. В начале 2000-х активность группы резко возрастает, выходят ещё два студийных альбома и два сборника. Но в 2005 году Тони Хэллидэй сообщила о распаде группы, не объяснив причину. По её словам прекращение деятельности Curve было к лучшему.

### Scylla
В 1995 году Тони Хэллидэй сформировала группу Scylla. В течение лета 1995-го Scylla выступала в небольших клубах Великобритании. Официально группой была выпущена только одна композиция «Helen’s Face», которая доступна на саундтреке к фильму Шоугёлз. Другую песню Scylla можно услышать в фильме Грегга Араки Нигде. Всего группа записала 12 треков, продюсированием которых занимались Алан Молдер и Флад. Эти композиции не издавались официально, однако можно найти низкокачественные записи этих треков в интернете.

### Другая работа
Одновременно с деятельностью в Curve Тони Хэллидэй неоднократно сотрудничала с другими музыкантами. Так, например, её вокал можно услышать в композициях «Edge-to Life» и «Bloodline» проекта Recoil, вышедших на альбоме 1992 года Bloodline. В 1994 Тони работала с группой The Future Sound of London; голос певицы можно услышать в композиции «Cerebra» альбома Lifeforms. В том же году Хэллидэй сотрудничала с Leftfield; она исполнила вокальные партии для песни «Original» и снялась в одноимённом видеоклипе.
Некоторое время Тони являлась участницей сайд-проекта Nine Inch Nails Tapeworm. В 2006 певица участвовала в записи сингла «A Great Big Sled» группы The Killers. В 2012 году совместно с Orbital работала над саундтреком к фильму Дилер.
В феврале 2008 Тони Хэллидэй представила новый сольный проект Chatelaine на Myspace. Дебютный альбом Take A Line For A Walk появился в интернете в июне 2010. В апреле 2013 года начала запись нового студийного материала. Новые песни «Down In A Dark Place», «Nowhere To Hide» и «Now The Time Is Here» доступны для прослушивания на официальном сайте Universal Music.

### Личная жизнь
Тони Хэллидэй состоит в браке с продюсером и звукорежиссёром Аланом Молдером.

## Дискография

### State of Play
- Balancing the Scales (1986)

### Тони Хэллидэй

#### Студийные альбомы
- Hearts and Handshakes (1989)
- For Tomorrow’s Sorrows (записан в 2005, не издан)

#### Синглы
- «Weekday»
- «Love Attraction»
- «Time Turns Around»
- «Woman in Mind»

### Curve
- Doppelgänger (1992)
- Cuckoo (1993)
- Come Clean (1998)
- Gift (2001)
- The New Adventures of Curve (2002)

### Scylla
- Demos (записан в 1995, неофициально издан в 2007)

### Chatelaine
- Take a Line For a Walk (2010)
- TBA (2014)

## Работы с другими музыкантами
| Год  | Песня                                                | Альбом                                                                   |
| ---- | ---------------------------------------------------- | ------------------------------------------------------------------------ |
| 1983 | Bonk — «The Smile and the Kiss»                      | —                                                                        |
| 1992 | Recoil — «Edge To Life»                              | Bloodline                                                                |
| 1992 | Recoil — «Bloodline»                                 | Bloodline                                                                |
| 1994 | The Future Sound of London — «Cerebral»              | Lifeforms                                                                |
| 1995 | Leftfield — «Original»                               | Leftism                                                                  |
| 1995 | Freaky Chakra — «Budded on Earth to Bloom in Heaven» | Lowdown Motivator                                                        |
| 1999 | Headcase — «Lola»                                    | Mushiness                                                                |
| 2000 | DJ? Acucrack — «So To Speak»                         | Sorted                                                                   |
| 2000 | Bias — «Things That Dreams Are Made Of»              | Many Are Called, Few Succeed Manchester United: Beyond the Promised Land |
| 2003 | Acid Android — «Faults»                              | Faults                                                                   |
| 2006 | The Killers — «A Great Big Sled»                     | (RED) Christmas EP                                                       |
| 2012 | Orbital — Треки 1-23                                 | Pusher soundtrack                                                        |

Помимо перечисленного, вокал Тони Хэллидэй присутствует на следующих релизах:
- Роберт Плант — Shaken 'n' Stirred (1985)
- Роберт Плант — Now and Zen (1988)